# Elvir Rahimić
Elvir Rahimić, né le 4 avril 1976, à Živinice en Yougoslavie (auj. en Bosnie-Herzégovine) est un footballeur international bosnien évoluant au poste de milieu de terrain. Il joue notamment au CSKA Moscou de 2001 à 2013.

## Biographie

### En club
Rahimić commence le football au NK Bosna Visoko. Il joue ensuite pour le club slovène du NK Interblock, et le club autrichien du Vorwärts Steyr.
En 1999, il signe avec le club russe d'Anji. Deux ans après, il rejoint le CSKA Moscou. Il joue son premier match avec le CSKA le 18 juillet 2001 contre les rivaux du Spartak Moscou, match qui se solde par un nul 1 but partout. Rahimić devient rapidement un membre indispensable de l'équipe, avec laquelle il remporte la Coupe de l'UEFA en 2005 et plusieurs trophées nationaux. 
Néanmoins, alors qu'il est titulaire avec l'entraîneur Valeri Gazzaev, son temps de jeu se réduit considérablement à la suite du remplacement de ce dernier par Zico en 2009 : il ne participe en effet qu'à 4 matchs (débutant parfois sur le banc des remplaçants) sur les 20 où Zico est entraîneur.
Après le limogeage de Zico le 10 septembre 2009 et l'arrivée de Juande Ramos, il salue la décision de son club : « il a une biographie brillante. À Séville, il a obtenu des résultats remarquables. Il a été l'entraîneur du Real Madrid et de Tottenham. Il a remporté des trophées et nous espérons que nous parviendrons également à avoir de bons résultats », a-t-il déclaré dans le journal bosnien « Avaz ».
Il est de nouveau titularisé pour presque tous les matchs disputés sous la direction de Ramos. Néanmoins, vieillissant, il est de moins en moins utilisé par l'entraîneur suivant, Leonid Sloutski.
Sa capacité à récupérer rapidement lui vaut en Russie, le surnom d'Homme de fer, car il joue en moyenne une cinquantaine de matchs chaque saison. 
Il est également, à l'image de Mark van Bommel, adepte d'un jeu très engagé physiquement voire dangereux mais comme le Néerlandais, il n'est que rarement inquiété par l'arbitrage en ne connaissant qu'une seule expulsion au CSKA, le 31 août 2003 contre Saturn à la suite d'un deuxième carton jaune. À noter que ce match est aussi terni par les expulsions de Šemberas (CSKA) et Pavlovitch (Saturn). L'ex-entraineur du FK Khimki, Vladimir Kazachyonok, déclare que « Rahimic ne sera exclu que lorsqu'il décapitera un joueur ». 
Avec le CSKA, il reçoit une soixantaine de cartons jaunes en championnat, mais un seul carton rouge. Dans un match qui oppose le CSKA à l'Hapoël Tel-Aviv en 2007, il est responsable de la sortie sur blessure de deux joueurs, dont un a la jambe cassée. 
Il joue son 300e match (toutes compétitions confondues) sous les couleurs du CSKA le 24 juin 2009, lors de la 10e journée du championnat de Russie contre le Kouban Krasnodar (défaite 1-0).
Il joue un total de 34 matchs en Ligue des champions avec le CSKA, en étant quart de finaliste de cette compétition en 2010 (défaite contre l'Inter Milan, futur vainqueur de l'épreuve).

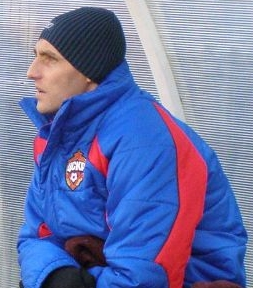
Elvir Rahimić

### En équipe nationale
Elvir Rahimić reçoit 40 sélections en équipe de Bosnie-Herzégovine entre 2007 et 2013.
Il joue son premier match en équipe nationale le 2 juin 2007 contre la Turquie, dans le cadre des éliminatoires du championnat d'Europe 2008 (victoire 3-2). Il reçoit sa dernière sélection le 14 août 2013, à l'occasion d'un match amical face aux États-Unis (défaite 3-4).
Il joue 10 matchs comptant pour les éliminatoires du mondial 2010, et 6 comptant pour les éliminatoires du mondial 2014.

## Palmarès
CSKA Moscou
- Coupe UEFA
  - Vainqueur : 2005

- Championnat de Russie
  - Champion : 2003, 2005, 2006 et 2014

- Coupe de Russie
  - Vainqueur : 2002, 2005, 2006, 2008 et 2009

- Supercoupe de Russie
  - Vainqueur : 2004, 2006, 2007 et 2009